# Yseult (cantante)
Yseult Onguenet (Tergnier, 18 de agosto de 1994), más conocida simplemente como Yseult, es una cantautora y modelo francesa.

## Biografía

### Nouvelle star2013
Siento una apasionada de la música, Yseult se presentó a numerosos cástines desde pequeña. En 2013, consigue superar en París la audición que le permite la entrada al concurso de talentos televisado Nouvelle Star, en su décima edición.
Sus interpretaciones de Papaoutai, Roar y Feeling Good fueron particularmente notables y la propulsaron a la final, donde fue vencida por Mathieu Saïkaly.
Yseult contó que su padre le prohibía hacer música. El jurado le recordó en directo hasta qué punto su hija tenía talento.
Un mes tras la emisión de la final, Yseult firma para realizar su primer disco en la discográfica Polydor Records, rodeándose entre otros de Da Silva y Fred Fortuny para la realización, y Perrick Devin para la producción. Al mismo tiempo, participa en dos dúos con Maurane para su nuevo álbum, Ouvre, y colabora en la banda sonora original de la película bibliográfica sobre James Brown producida por Mick Jagger, versionando la canción It's a Man's Man's Man's World. También interpreta La Mamma en un disco tributo a Charles Aznavour.
En septiembre de 2014, Yseult presenta su primer sencillo, La Vague, junto con su videoclip. Su primer álbum, Yseult, se comercializa el 5 de enero de 2015. En 2019, la cantante confesaría que no le gusta ese disco, ya que no la representa.

### Y-trap 2019
Yseult lanza su propio estilo, que califica de «Y-trap», una fusión entre trap y pop que mezcla ambientes psicodélicos y escritura cruda. Con influencias más urbanas, la artista hace descubrir su afinidad con el rap francés, influenciándose sobre todo de Dinos, Jok'aire, Laylow o PLK.
Su estilo y su fraseo, típicos e híbridos simultáneamente, se han ido elaborando a partir de múltiples colaboraciones con artistas franceses o de importancia internacional, tales como The Black Eyed Peas, Jenifer o Chimène Badi. Con respecto a esta última, Yseult participa en la escritura de su sencillo Là-Haut, con el que se presentó al concurso Destination Eurovision 2019, quedando tercera.
La artista, comprometida y sin complejos, lanza un mensaje fuerte y personal con su sencillo Rien à prouver ("Nada que demostrar"), escrito y compuesto con la complicidad de Eugénie y Wladimir Pariente, realizado por Twenty9 y producido por Yung G. Este último título aboga por la independencia y la confianza en uno mismo frente a una sociedad en constante búsqueda de reafirmación personal. .
La joven se ha reafirmado también en el mundo del modeling y la moda, gracias a una primera colaboración con la marca londinense ASOS, que la escogió para ser modelo oficial durante campañas publicitarias que promueven la diversidad y la aceptación propia. Asimismo, Yseult ha tenido la oportunidad de exponer sus valores y convicciones llegando a la portada de la revista Vogue para una edición especial.
En febrero de 2019, Yseult oficializa su regreso durante un concierto en la Boule Noire. A finales de octubre del mismo año, publicó un nuevo EP de cuatro piezas titulado Noir ("Negro").

## Discografía

### Álbumes
- 2015: Yseult (Polydor)

1. La vague (3:03)
2. Summer Love (3:00)
3. Bye bye bye (3:22)
4. Sans raison (2:58)
5. Californie (2:28)
6. Pour l'impossible (2:30)
7. L'orage (3:17)
8. Le plus beau des astres (3:05)
9. J'aime quand tu me mens (3:34)
10. Blanche (2:36)
11. La mamma (4:03)

### EP
- 2019: Noir

1. Corps (5:13)
2. Noir (2:39)
3. 5H (3:47), con Jok'air
4. Rien à prouver (4:03)

### Sencillos
- Con Polydor

| Título                     | Fecha                    | Álbum          |
| -------------------------- | ------------------------ | -------------- |
| La Vague                   | 22 de septiembre de 2014 | Yseult         |
| Bye Bye Bye                | 10 de diciembre de 2014  | Yseult         |
| Pour l'impossible          | 23 de diciembre de 2014  | Yseult         |
| Summer Love (Mico C Remix) | 8 de junio de 2015       | Yseult         |
| Heart of Glass             | 28 de marzo de 2017      | Fuera de álbum |

- Con Y.Y.Y

| Título         | Fecha               | Álbum     |
| -------------- | ------------------- | --------- |
| Rien à prouver | 28 de enero de 2019 | Noir (EP) |
| Diego          | 11 de mayo de 2019  | -         |